# Through the Empires of Eternal Void
Through the Empires of Eternal Void è il quarto EP del gruppo musicale sludge metal Thou, pubblicato nel luglio del 2008 e composto di brani cover dei Black Sabbath.

## Tracce
1. Into the Void (Black Sabbath cover) – 6:27
2. Sweet Leaf (Black Sabbath cover) – 5:56
3. Lord of This World (Black Sabbath cover) – 5:18
4. Black Sabbath (Black Sabbath cover) – 6:23

## Formazione
- Bryan Funck – voce
- Andy Gibbs – chitarra
- Matthew Thudium – chitarra
- Mitch Wells –  basso
- Terry Gulino – batteria